# Mesoleius tenthredinis
Mesoleius tenthredinis là một loài tò vò trong họ Ichneumonidae.